# إحسان المنذر
إحسان المنذر (1947 - 3 آب/ أغسطس 2022) هو فنان موسيقي وقائد أوركسترا لبناني.

## سيرة
ولد إحسان أحمد المنذر في بيروت لعائلة مسلمة، في السابعة من عمره حين سمع عازف ناي يمر تحت البيت في الحي. هرع إلى الشرفة كي يراه ثم راح ينتظره يمر كل مساء يعزف تحت شباك فتاة في الحي يحبها. ذات مساء نزل اليه يسأله عن تلك الآلة فشرح له العازف «العاشق» أنه جاء بقصبة يابسة وأحدث فيها ثقوبا بشيش نار ونفخ فيها فأعطت أنغاما ً. أراد الصبي احسان أن يفعل مثله فجاء بقصبة وراح يحرقها بشيش نار. وحين «ضبطته» والدته شرح لها أنه «يخترع» آلة ناي، فابتسمت لبراءته وأكمل هو «اختراعه» وأخذ يعزف على الناي. حين نجح شقيقه في السرتيفيكا (وكانا معا ً في المدرسة العباسية الابتدائية – الرويس - حارة حريك - الضاحية الجنوبية من بيروت) أهداه والده آلة أكورديون لم يهتم الشقيق له كثيرا فكان من نصيب الفتى احسان يعزف عليه، إلى أن جاء مرة صديق بلجيكي لأبيه سمعه يعزف «عزيزة» لعبد الوهاب فنصح الوالد بادخاله إلى معهد موسيقى. وهكذا دخل احسان (1959) الكونسرفاتوار الوطني (القسم الغربي) يدرس البيانو، والنظريات على سلفادور عرنيطة (ومن زملائه في الصف: وليد حوراني)، وأخذ دروسا خاصة على الأستاذ الروسي تشيسكينوف (في بيته - رأس بيروت، وهو أيضا أستاذ زياد الرحباني).
كان لا بد من الدراسة الأكاديمية فسافر إلى القاهرة وحصل «التوجيهية» ملتحقا بعدها بجامعة عين شمس لدراسة العلوم النفسية والاجتماعية. لكنه، بعد سنة واحدة، استصعب دروس الفلسفة فيها فأشاح والتحق ب «كونسرفاتوار الهرم».
سنة 1967 عاد إلى بيروت والتحق بكلية الحقوق في الجامعة اللبنانية لدراسة السياسة والاقتصاد. لكنه بعد سنتين أشاح عن الدراسة الجامعية بعدما وجد هويته الحقيقية في الموسيقى، فسافر إلى إيطاليا (1970) ملتحقا بمعاهد خاصة في جنوى وميلانو يدرس التأليف الموسيقي. وهناك تزوج من الايطالية مارينا (له منها ماريا وأحمد وسارة)، وأخذ يعزف البيانو ويغني (في ست لغات) في الفنادق وفي حفلات خاصة، وعمل مترجما ً في القنصلية اللبنانية (ميلانو). واشتهر بغنائه أعمال نات كنغ كول.

## نشاطه الفني
عاد المنذر إلى بيروت (1979) يعزف (ويغني) في فندق كومودور حيث اتفق ذات مساء أن حضر المخرج سيمون أسمر (ومعه المخرج روميو لحود) وكان يهيئ لبرنامجه «ستوديو الفن 1980» فاتفق معه على قيادة أوركسترا البرنامج.
في العام 1985 ترأس الدائرة الموسيقية في الإذاعة اللبنانية. ومنذ مطلع الثمانينات بدأ الجمهور يعرفه ملحنا وقائد أوركسترا. بدأت رحلته مع التلحين (أول عملين له كانا «نبع المحبة» و«ما حدا بيعبي» لماجدة الرومي، من كلمات مارون كرم)، ومع التوزيع ابتدأ (لماجدة الرومي أيضا) مع «خدني حبيبي» و«عم يسألوني عليك الناس» (تلحين نور الملاح)، فكان طليعة التوزيع الأوركسترالي لألحان سواه.
ومع بدايات راغب علامة (بعد نجاحه في «ستوديو الفن 80») تولى تلحين بعض أغانيه («الكتب العتيقه»، «بكرا بيبرم دولابك»، «عن جد بقلك عن جد»، «لوشباكك ع شباكي»، «برافو عليكي»...).
راحت أعماله اللحنية تنتشر وتشيع: أسطوانة أطفال في خمس أغنيات لماجدة الرومي. (أحدها: «طيري يا عصفوره» من شعر جوزف أبي ضاهر، انتقل لحنها إلى إيطاليا وذاعت بالايطالية وفازت بالجائزة الأولى في مسابقة بولونيا سنة 1989)، «كلمات» (لماجدة الرومي من شعر نزار قباني)، «وقف يا زمان» لجوليا بطرس (شعر ليليا أبو شديد). واحتلت ألحانه المراتب الأولى طوال التسعينات (توزعت ألحانه على أصوات مكرسة أخرى: صباح، وليد توفيق، سميرة سعيد، أنوشكا، نجوى كرم، باسكال مشعلاني، علاء زلزلي، ميشلين خليفة...).
سنة 1992 أنشأ استوديو خاص به (وجهزه بتقنيات تقليدية وحديثة) وراح يسجل فيه أعماله وأعمال سواه، ومنها القسم اللبناني من «الحلم العربي» (لطيفة، ميشلين خليفة...).
وضع موسيقى تصويرية لفيلمين: «الانفجار» و«المخطوف»، وأوبريت «وصية حب» (مع ديانا حداد ووائل كفوري- دبي) ووزع موسيقى مسرحية «ايليا النبي» (نص ولحن أنطوان جبارة) ومسلسلات تلفزيونية.
لحن لمطربين كبار كماجدة الرومي وأشهر أعمالها لأحسان المنذر أغنية كلمات، ولحن للفنان راغب علامة أجمل اغانية «بكرا بيبرم دولابك ولو شباكك عشباكي والكتب العتيقة» وللفنانة جوليا بطرس أغنية «وقف يا زمان» وللفنان نزيه المغربي أغنية «عيونك شفتا» وللفنانة صباح ووليد توفيق وسميرة سعيد وغيرهم الكثير من الفنانين. قام بقيادة الفرقة الموسيقية لبرنامج ستوديو الفن للمخرج الكبير سيمون أسمر سنة 1982 و1988كما قام بتوزيع اغاني لكثير من الملحنين مثل الملحن الراحل فيصل المصري «بكام الورد يا معلم» وللملحن نور الملاح، وشارك الفنانة باسكال مشعلاني في أغنية كلو منك التي لحنها، وشارك في تقديم برنامج "دندنة" على قناة "إم بي سي مع نانسي معماري عام 2004 لغاية العام 2006.

## حياته العائلية
تزوج من مواطنته كارول شحود عام 1985 وظلت معه حتي وفاته، وله منها فراس وآية.

## جوائز
نال المنذر جوائز عدة، منها:
- الجائزة الأولى من تونس سنة 1994 في مهرجان «الميكروفون الذهبي» على أغنية «لا أريد اعتذارا ً» (بصوت سمية بعلبكي).
- الجائزة الثانية سنة 1996 في مهرجان القاهرة على أغنية «نهر الايام» بصوت لور عبس (شعر ايليا أبو شديد).
- حاز سنة 2006 على تكريم دار الأوبرا (الإسكندرية) من جمعية فناني الإسكندرية.

## وفاته
غيب الموت المايسترو إحسان المنذر فجر الأربعاء 3 آب/أغسطس 2022، بعد صراع طويل مع المرض، عن عمر يناهز الـ75 عاما.

## وصلات خارجية
- إحسان المنذر على موقع قاعدة بيانات الأفلام العربية
- إحسان المنذر على موقع ميوزك برينز (الإنجليزية)
- إحسان المنذر على موقع أول ميوزيك (الإنجليزية)
- إحسان المنذر على موقع ديسكوغز (الإنجليزية)